# Katie Stevens
Katherine Mari "Katie" Stevens (8 de dezembro de 1992 em Middlebury, Connecticut) é uma atriz e cantora luso-americana, mais conhecida por interpretar Karma Ashcroft na série americana Faking It e Jane Sloan em The Bold Type. Katie também participou da nona edição do American Idol, permanecendo até o Top 9, ficando com o oitavo lugar geral.

## Biografia
Katie nasceu e cresceu na cidade de Middlebury no condado de New Haven, estado de Connecticut. Seus pais são Clara e Mark Stevens. Katie ainda tem um irmão, chamado Ryan Stevens. Se formou na Pomperaug High School na cidade de Southbury, Connecticut em junho de 2010
Katie começou a cantar aos 3 anos, mas só fez sua primeira performance aos 5 anos, quando ela cantou o hino nacional em uma festa para políticos na sua cidade natal. Aos 7 anos de idade, ela cantou “From This Moment On” da cantora Shania Twain no casamento da sua tia. Na adolescência ela interpretou Dorothy de O Mágico de Oz no BSS Children's Theater e no Main Street Theater. No Main Street Theater e vários outros papéis. Aos 13 anos, Katie performou no Carnegie Hall.
Sua avó materna, Rita Serra Francisco, era natural de Portugal e faleceu em 2015.

## American Idol
Em 13 de agosto de 2009, Katie participou da audição do American Idol em Boston, Massachusetts cantando a música At Last, recebendo sim de todos os jurados, incluindo a jurada convidada Victoria Beckham, avançando, assim, para Hollywood. Na audição, a jurada Kara DioGuardi declarou que ela era uma das mais talentosas adolescentes de 16 anos que ela já viu. Em Hollywood, Katie ficou entre os 24 participantes que passaram para a próxima fase.

### Músicas cantadas noAmerican Idol
| Bottom 3 | Eliminação |

| Semana #            | Música escolhida              | Artista            | Tema (se houver)          | Resultado |
| ------------------- | ----------------------------- | ------------------ | ------------------------- | --------- |
| Audição             | "At Last"                     | Etta James         | -                         | Avançou   |
| Hollywood round 1   | "For Once in My Life"         | Stevie Wonder      | -                         | Avançou   |
| Hollywood round 2   | "No One"                      | Alicia Keys        | -                         | Avançou   |
| Hollywood round 3   | "Chasing Pavements"           | Adele              | -                         | Avançou   |
| Top 24              | "Feeling Good"                | Cy Grant           | Billboard Hot 100 Hits    | Avançou   |
| Top 20              | "Put Your Records On"         | Corinne Bailey Rae | Billboard Hot 100 Hits    | Avançou   |
| Top 16              | "Breakaway"                   | Kelly Clarkson     | Billboard Hot 100 Hits    | Avançou   |
| Top 12              | "Wild Horses"                 | Rolling Stones     | The Rolling Stones        | Avançou   |
| Top 11              | "Big Girls Don't Cry"         | Fergie             | Billboard Number 1 Hits   | Avançou   |
| Top 10              | "Chain of Fools"              | Aretha Franklin    | R&B/Soul                  | Avançou   |
| Top 9 (first week)  | "Let It Be"                   | The Beatles        | Lennon–McCartney Songbook | Avançou   |
| Top 9 (second week) | "Baby What You Want Me to Do" | Jimmy Reed         | Elvis Presley             | Eliminada |

## Pós-Idol
Após a eliminação, Katie se apresentou em vários talk shows. Ela apareceu no The Ellen DeGeneres Show e cantou a canção "Over the Rainbow" e, com Andrew Garcia (eliminado na mesma semana de Katie), no Late Show with David Letterman onde cantaram "Superhuman" do Chris Brown com Keri Hilson. Os dois ainda se apareceram no The Wendy Williams Show onde ela cantou "Big Girls Don't Cry".
Durante 1° de julho de 2010 e 31 de agosto de 2010, Katie saiu em tour com os outros participantes do Top 9 da edição do American Idol. A turnê foi intitulada American Idols LIVE! Tour 2010. Durante a turnê, Katie cantou "Here We Go Again" de Demi Lovato e "Fighter" de Christina Aguilera.
A cantora também foi convidada a cantar no Ídolos de Portugal. Lá, ela performou a canção All I Want For Christmas Is You. original de Mariah Carey, onde ainda afirmou que estava na Califórnia gravando um cd.
Em novembro de 2010, Katie via Twitter declarou que havia "terminado uma maravilhosa canção chamada de "Waste My Time" com David Hodges e David Ryan Harris." Em entrevista ao fan voice, Katie afirmou que já preparou um EP, mas por conta do início de "Faking It" ela resolveu adiar mais um pouco.

## Faking It
Katie foi anunciada como uma das protagonistas da série americana Faking It, da MTV, que estreou em 22 de abril de 2014. Katie interpreta Karma, uma adolescente que para ser notada na escola inicia um romance gay de mentira com sua melhor amiga, Amy, interpretada por Rita Volk.
A série foi indicada e premiada no Teen Choice Awards 2014, na categoria Breakout Show.

## Carreira
| Ano       | Titulo                         | Personagem      | Notas        |
| --------- | ------------------------------ | --------------- | ------------ |
| 2009      | American Idol                  | Ela mesma       | 8° lugar     |
| 2014-2016 | Faking It (telessérie)         | Karma Ashcroft  | Protagonista |
| 2014      | I'll Bring The Awkward         | Alexis Martin   |              |
| 2015      | CSI: Crime Scene Investigation | Lindsey Willows | Participação |
| 2017      | The Bold Type                  | Jane            | Protagonista |
| 2022      | CSI: Vegas                     | Lindsey Willows | Recorrente   |

## Ligações Externas
Katie Stevens no Twitter